# Saint-Sulpice (Nièvre)
Saint-Sulpice é uma comuna francesa na região administrativa de Borgonha-Franco-Condado, no departamento de Nièvre. Estende-se por uma área de 25,71 km². Em 2010 a comuna tinha 416 habitantes (densidade: 16,2 hab./km²).